# Antonio Maria Zaccaria
Antonio Maria Zaccaria (Cremona, 1502 – Cremona, 5 luglio 1539) è stato un presbitero e medico italiano.
Fu il fondatore della Congregazione dei Chierici Regolari di San Paolo, meglio noti col nome di "Barnabiti" dalla chiesa milanese di San Barnaba, loro prima sede. Fondò anche, insieme alla contessa Ludovica Torelli di Guastalla (1499-1569), la Congregazione delle Suore Angeliche di Paolo converso e, infine, quella dei Maritati di San Paolo. Si tratta di tre congregazioni, rispettivamente maschile, femminile e laicale, che sant'Antonio Maria volle strumenti di risveglio religioso e morale, in particolare contro il grande nemico costituito dalla "tiepidità" e dall'"indifferenza". Papa Leone XIII lo ha proclamato santo nel 1897 nella basilica di San Pietro.

## Biografia
Antonio Maria Zaccaria nacque da una famiglia di antica nobiltà cremonese. Rimasto orfano del padre, don Lazzaro, la sua educazione venne curata dalla madre, Antonietta Pescaroli.
Della sua infanzia si hanno pochissime notizie e ci sono anche dubbi se abbia studiato a Pavia o a Cremona. La prima notizia certa è che nel 1520 si trasferì a Padova per studiare filosofia e medicina. Pochi giorni prima di partire fece testamento, rinunciando a tutti i suoi beni in favore della madre.
Nel 1524, dopo essersi laureato, tornò nella natia Cremona dove, invece di esercitare la professione medica, su consiglio di un misterioso padre domenicano, intraprese il cammino spirituale. Nei giorni festivi iniziò a radunare, nella chiesa di San Vitale, dapprima bambini ai quali teneva lezioni di catechismo, poi anche adulti, con i quali meditava sulle Scritture.
Sempre su indicazione della sua guida, poco dopo iniziò gli studi ecclesiastici.
Sotto la guida dei domenicani, iniziò a studiare la Bibbia, i santi padri e i dottori della Chiesa. Il 20 febbraio 1529 ricevette l'ordinazione sacerdotale.
Divenuto sacerdote, continuò la sua attività di formazione spirituale in San Vitale. Il gruppo dei suoi ascoltatori si trasformò in uno dei tanti oratori di riforma che si stavano diffondendo in quel periodo. Fra i suoi seguaci va ricordata una sua lontana parente, Valeria degli Alieri, la quale, dietro suo suggerimento, radunò nella sua casa un gruppo di ragazze, che, dopo la morte di lui, chiesero di costituirsi in monastero di Angeliche.
Oltre alla formazione e alla direzione spirituale, si dedicò a un'intensa azione caritativa verso i poveri e gli ammalati, specialmente in occasione della peste del 1528. Per questa opera i concittadini a lui devoti gli tributarono il titolo di "padre della patria".
Poco tempo dopo lasciò Cremona per trasferirsi a Guastalla, dove diventò il cappellano della contessa Ludovica Torelli (1500 – 1569). Nel 1530, insieme alla nobildonna, si trasferì a Milano, dove entrò in contatto con l'Oratorio dell'Eterna Sapienza. Qui lo Zaccaria conobbe i due nobili milanesi Giacomo Antonio Morigia (1497 – 1546) e Bartolomeo Ferrari (1499 – 1544), insieme ai quali, alla fine del 1532, progettò la trasformazione dell'oratorio, ormai in crisi, in qualcosa di nuovo, la Compagnia dei Figlioli e delle Figliole di Paolo Santo (o “Congregazione di san Paolo”), una formazione religiosa originale, formata da tre "collegi", uno di sacerdoti, uno di religiose e l'altro di laici.
Il collegio maschile venne approvato il 18 febbraio 1533, con il breve apostolico Vota per quae di Clemente VII. Con la bolla Dudum felicis recordationis di papa Paolo III del 25 luglio 1535 i nuovi religiosi ricevettero una nuova approvazione e la qualifica di chierici regolari. Anche la contessa Torelli aveva iniziato a raccogliere nella propria casa alcune giovani che volevano intraprendere la vita monastica ed il cui confessore e padre spirituale era proprio Antonio Maria. Da questo nucleo nacque il primo collegio femminile. Paolo III, con la bolla Debitum pastoralis del 15 gennaio 1535, le autorizzò a costituirsi in monastero e le pose sotto la regola di sant'Agostino. Queste religiose si diedero il nome di "Angeliche". Lo Zaccaria si fece promotore anche del “terzo collegio”, un gruppo di laici che condivideva la stessa spiritualità delle due famiglie religiose: furono chiamati "Coniugati" o "Maritati di san Paolo".
I tre collegi della nuova famiglia spirituale fecero subito parlare di sé per le loro pratiche, le loro penitenze, il loro modo di vestire, la loro predicazione talvolta provocatoria. Fra le iniziative, che si devono a loro e che sono continuate nel tempo, va ricordata l'usanza di suonare le campane alle tre del venerdì pomeriggio, in ricordo della morte di Gesù, e l'esposizione solenne dell'Eucaristia, a turno nelle chiese della città (le cosiddette Quarantore).
Lo zelo del nuovo movimento però infastidiva qualcuno. I suoi aderenti furono pubblicamente minacciati; venivano accusati di pelagianesimo, di essere seguaci di fra' Battista da Crema (morto il 1º gennaio 1534) e sospettati di seguire le eresie delle Beghine e dei Poveri di Lione. Le autorità civili ed ecclesiastiche di Milano indagarono su di loro e istruirono due processi. Il primo, svoltosi il 5 ottobre 1534, si concluse senza alcuna sentenza. Il secondo, iniziato nel giugno 1536, si concluse il 21 agosto 1537 con una sentenza di piena assoluzione.
Proprio come prova di forza, alla vigilia del primo processo, i Barnabiti iniziarono a vivere insieme in povertà. E, nel 1537, prima che finisse il secondo processo, lo Zaccaria, accettando l'invito del vescovo di Vicenza, cardinale Nicolò Ridolfi, mandò in missione un gruppo di barnabiti, angeliche e coniugati, che si dedicarono alla riforma dei monasteri vicentini.
Nel 1539 tornò a Guastalla per pacificare quella contea colpita dall'interdetto pontificio a causa delle contese fra due nipoti della Torelli e per seguire le pratiche di vendita di quel feudo ai Gonzaga. Gli strapazzi e il clima della Bassa padana aggravarono le sue già precarie condizioni di salute. In giugno, capendo che stava per morire, chiese di tornare a Cremona, nella casa natale. Circondato dalla mamma e dai suoi più fedeli discepoli, fece le sue ultime raccomandazioni ai presenti, ricevette i sacramenti e spirò nel primo pomeriggio del 5 luglio 1539.

## Il culto
Dopo il funerale celebrato a Cremona, il suo corpo venne traslato a Milano e inumato nel monastero di San Paolo delle Angeliche. L'8 maggio 1891 le sue reliquie furono riesumate e spostate nella chiesa di San Barnaba.
Fu immediatamente venerato come beato, fino al 1634, quando, con il decreto di Urbano VIII riguardante beatificazioni e canonizzazioni, perse il titolo. Il 3 gennaio 1890 venne reintegrato il suo culto. Il 27 maggio 1897 fu canonizzato da Leone XIII.
A lui sono intitolate tre chiese parrocchiali italiane: a Milano, Lissone e Cremona.

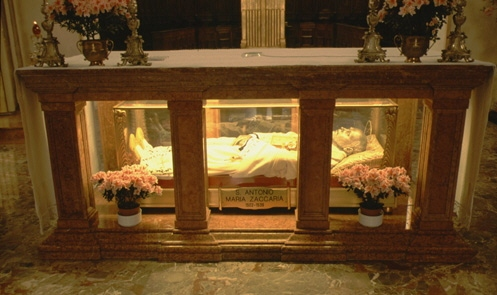
Il corpo incorrotto di sant'Antonio Maria Zaccaria, nella chiesa di San Barnaba di Milano

## Opere
- Antonio Maria Zaccaria, Gli Scritti, Roma, Edizioni Barnabitiche, 1975.
- Antonio Maria Zaccaria, Gli Scritti (nuova edizione commentata), Cinisello B., Edizioni San Paolo, 2024.